# Chevrolet S-10 Blazer
Pour les articles homonymes, voir Chevrolet Blazer.
La Chevrolet S-10 Blazer est un 4x4 produit par Chevrolet de 1983 à 2005. Cousin du GMC Jimmy, il est basé sur le pick-up Chevrolet S-10.
En 2005, ses remplaçants sont les Chevrolet TrailBlazer, Chevrolet Equinox, Chevrolet Captiva. Celui du GMC Jimmy est le GMC Envoy.

## Première génération (1982-1994)
Chevrolet a présenté le S-10 Blazer en 1982 avec sa variante rebadgée, le GMC S-15 Jimmy, et le pick-up S-10, ce dernier remplaçant le Chevrolet LUV basé sur des Isuzu. Le Blazer et Jimmy sont apparus comme des modèles de 1983.
Les Blazer et le Jimmy S-Series ne comportaient pas de toit rigide amovible comme leurs homologues full-size et n'étaient proposés qu'en carrosserie deux portes.
La puissance de base été fournie par le moteur quatre cylindres à soupapes en tête de 2,0 L de GM, produisant 84 ch (62 kW). Un V6 de 2,8 L et de 112 ch (82 kW) était proposé en option (par coïncidence, ce moteur a également été utilisé dans le Cherokee de Jeep jusqu'en 1987).
En raison des lois sur les émissions, un moteur quatre cylindres en ligne essence de 1,9 litre construit par Isuzu a été proposé comme modèle de base en Californie à la place du moteur de 2,0 litres, tandis qu'un moteur Diesel Isuzu de 2,2 litres (également utilisé dans les pick-ups S-Series) produisant 59 ch (43 kW) était proposé en option.
Les Diesels de 1,9, 2,0 et 2,2 litres a été abandonné après 1985, remplacé par le plus gros moteur de 2,5 litres. Le V6 a été réaménagé avec un système d'injection de carburant pour 1986 afin d'améliorer les performances et l'économie de carburant.
Afin de rester compétitif, les Blazer et Jimmy ont reçu un nouveau V6 de 4,3 L en option en 1988 (également utilisée avec les fourgons Astro / Safari, les fourgonnettes à empattement court G-Series et les C / K légers (pick-ups de la série 1500)), basé sur le moteur V8 Small-Block de Chevrolet toujours présent, produisant un respectable 152 ch (110 kW). La puissance a été portée à 162 ch (119 kW) en 1989. Le 2,8 L a été abandonné en 1990 pour le Blazer et le Jimmy où le 4,3 L est devenu le moteur de base de facto (les modèles pick-ups ont conservé le 2,8 L) et une transmission manuelle à 5 vitesses (Getrag 290 / Hydramatic 290 / 5LM60, provenant du GMT400) a été ajouté à la liste des options, remplaçant le Borg-Warner T-5 (les T5 étaient toujours utilisés avec les modèles pick-ups lorsqu'ils étaient couplés aux 2,5 et 2,8 L).
En mars 1990, les versions 4 portes du S-10 Blazer et Jimmy ont été introduites en tant que modèle de 1991; le 4 portes avait un empattement plus long de 6,5 pouces (les 2 portes avaient un empattement de 100,5 pouces - six pouces (152 mm) de plus que le Ford Bronco II) et une calandre avant en une seule pièce avec un insert peint en noir (Les S-10 Blazer et Jimmy 2 portes de 1990 avaient une calandre en 3 pièces). Cette nouvelle calandre a également supprimé le panneau de remplissage métallique séparé sous la calandre, car la calandre est plus haute et a pris sa place. Les premiers modèles produits entre mars et août 1990 étaient initialement disponibles en tant que quatre roues motrices uniquement; Les versions 2 roues motrices ont commencé à être produit vers l'été 1990. Cela est arrivé quelques mois avant l'introduction du Ford Explorer, qui a remplacé le Bronco II; six ans et demi après le début du Cherokee, leader du segment, avec quatre portes. Des roues en alliage de style flocon de neige (similaires à celles utilisées sur le Chevrolet Astro / GMC Safari) ont été introduites, peintes en gris anthracite ou gris argent.
L'Oldsmobile Bravada haut de gamme est apparu plus tard dans l'année avec une finition de traction intégrale appelé "Smart-Trak" (utilisant une boîte de transfert BorgWarner 4472, partagée avec l'Astro / Safari 4x4). Bien que la première génération de Blazer et Jimmy S-Series ait été initialement vendue en tant que 2 portes lors de son introduction initiale, un épisode de Motor Trend TV (e.1991) a déclaré que le pouce était vers le haut pour l'introduction de la nouvelle carrosserie, et le pouce était vers le bas parce que la carrosserie à 4 portes était basée sur le modèle de première génération, qui était en train de faire peau neuve.
Les modèles de 1992 étaient similaires aux modèles de 1991 - la seule façon de faire la différence est la vitre arrière (la vitre arrière n'a pas de garniture sur laquelle deux boutons noirs servent de points de montage de l'entretoise de la vitre arrière) et la calandre avant (coque chromée avec inserts en gris argent). L'intérieur était un report de 1991 à l'exception de la console centrale et du volant (style X-bar similaire à celui utilisé dans les pick-ups GMT400). En outre, le nom "S-15" a été supprimé du Jimmy. Le S10 Blazer a également introduit une finition haut de gamme Tahoe et Sport, le Tahoe LT, rebaptisé LT en 1995, tandis que la finition Tahoe a été renommé LS. Le Tahoe LT avait son propre décor extérieur avec des lignes de bas de carrosserie délavées sur les bas de caisse inférieurs ainsi que des badges Tahoe LT - cela comprenait également une console au pavillon et ouverture des serrures de porte à distance sans clé). La finition Sport avait de plus grandes barres stabilisatrices, une suspension légèrement modifiée et des pneus 30x9,5 ou 31x10,5 en option. La garniture de carrosserie comprenait également des élargisseurs d'ailes en plastique noir, des phares antibrouillard avant et un porte-pneu de secours sur le hayon. 1992 a été la première année modèle où le S10 Blazer et Jimmy proposaient une boîte de transfert électronique NP233 comme option de transmission. Cela a supprimé le sélecteur manuelle de gamme de vitesses avec un interrupteur à 3 positions situé à gauche du groupe de jauges au même endroit ou le bouton de dégivrage arrière était situé sur les Blazer et Jimmy 2 roues motrices avec la boîte de transfert non électronique (en option avec le boîtier de transfert électronique, le bouton de dégivrage est placé sous l'interrupteur des phares). La boîte de transfert électronique a ajouté du luxe, mais il n'y avait pas de position neutre avec la boîte de transfert électronique, de sorte que le manuel du propriétaire indiquait que l'arbre d'entraînement devait être retiré lorsque le véhicule était remorqué. Les conduites de carburant, qui étaient acheminées sur le rail du châssis côté conducteur vers les injecteurs de carburant TBI, ont été repensées, les entrées de carburant rentrées par l'arrière du moteur (comme sur le GMT400). Cela a été introduit progressivement en raison de l'option L35 qui utilisait une configuration de conduite de carburant similaire. L'entraînement en serpentin des accessoires pour le moteur de 4,3 L a été modifié, la pompe à air a été supprimée et encore allégée.
À partir d'au moins 1991, tous les S10 Blazer et Jimmy sont équipés de série de freins antiblocage aux 4 roues. Les deux premières années du système ABS ont comporté des arbres de transmission avec des anneaux de toner ABS pressés qui ont été éliminés au cours du deuxième semestre de l'année modèle 1993 (le contrôle ABS arrière été effectué via le capteur de vitesse du véhicule). Le V6 de 2,8 L optionnel a été abandonné sur le S-10 Blazer et Jimmy en 1990, bien qu'il été proposé en option sur les pick-ups S-10 et S-15 / Sonoma jusqu'en 1993). Une transmission manuelle à 5 vitesses est restée de série jusqu'en 1994, mais uniquement avec le moteur TBI. Seuls les deux moteurs de 4,3 L étaient proposés en option - le TBI de base et le CPI (introduits en 1992 pour les minifourgonnettes S-Series et Chevrolet Astro; ces derniers portaient le logo «Vortec» sur le plénum d'admission).
1993 a eu quelques changements - la console centrale a été relevée (avec un double porte-gobelet) et la transmission 4L60E a remplacé la 700r4. La calandre (à côté du pick-up S-10) a été révisée (qui était une version chromée de la calandre du pick-up utilitaire de base que l'on trouve sur les pick-ups S-10 de base), ainsi que l'ajout de jantes en alliage à 5 rayons en option (pour les modèles 2 roues motrices - essentiellement une copie des jantes alliage 15" de la Camaro Z28 de 3ème génération).
Bien que la deuxième génération de pick-up S-Series ait débuté en 1994, le S-10 Blazer et Jimmy sont restés inchangés en 1994. Tout comme 1993, l'année modèle 1994 a ajouté un troisième feu stop et le becquet arrière a été supprimé. 1994 a été une année de transition pour de nombreux constructeurs automobiles en ce qui concerne le passage du R-12 Freon au frigorigène R134a sans CFC. Les pick-ups S-10 et Sonoma repensés de 1994 utilisaient le réfrigérant R134a. Bien qu'ils soient presque identiques aux modèles de 1993, l'ensemble des pick-ups full-size de l'année modèle 1994 et de la gamme des SUV (C / K, Sierra, Suburban, Yukon, etc.) utilisait également le R134a. Le S-10 Blazer et Jimmy de 1994 semblent avoir utilisé le R-12 jusqu'à la fin de leur production et leur remplacement ultérieur par les modèles redessinés de 1995 qui ressemblaient à des pick-ups neufs pour 1994.

## Deuxième génération (1995-2005)

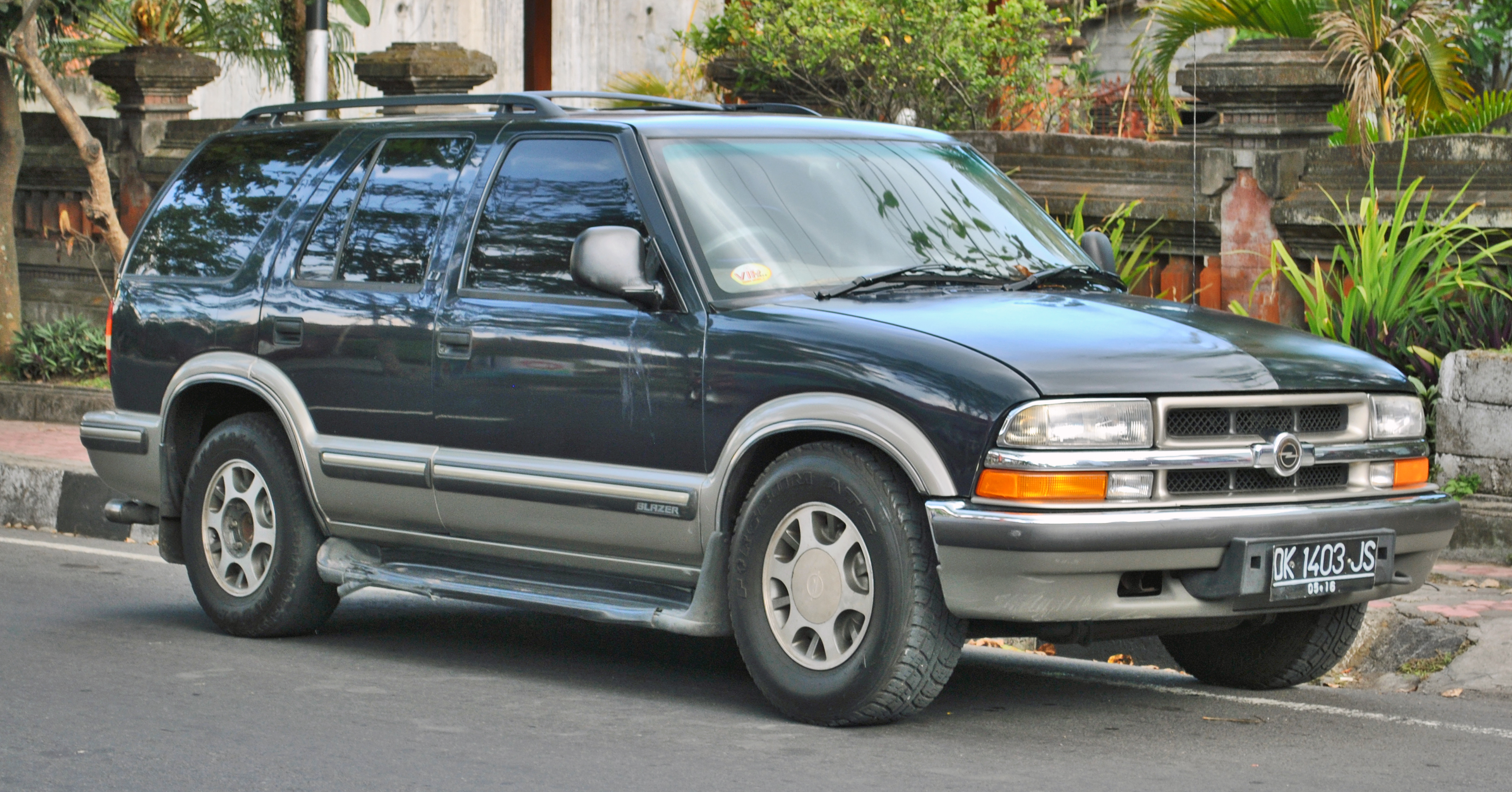
Opel Blazer

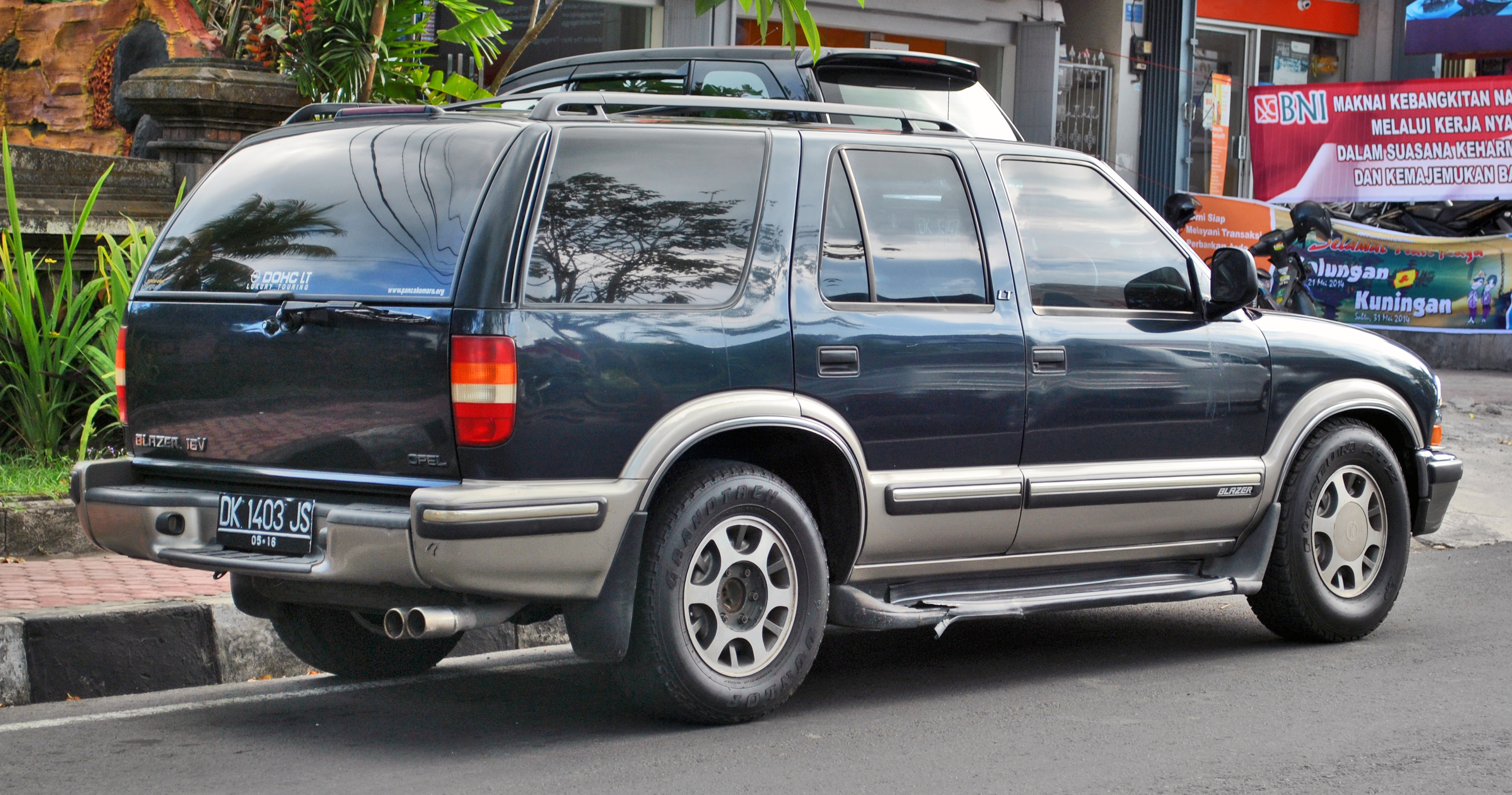
Opel Blazer

Le tout nouveau Blazer a été introduit en 1994 comme année modèle 1995. Cette fois, il a perdu le préfixe S-10 pour une identification plus simple, car le K5 Blazer full-size a été abandonné (le Blazer basé sur le GMT400 a été rebadgé en tant que Tahoe; la finition Tahoe qui était la finition de base des S10 précédents a été redésigné comme le LS.) Le Blazer était le SUV de l'année du magazine Playboy pour 1995 et a également été le gagnant unanime du SUV de l'année Motor Trend 1995. La taille extérieure et intérieure a été augmentée, le transformant en un SUV de taille moyenne. Un airbag conducteur est venu, mais un airbag passager n'a pas été immédiatement introduit. Ce Blazer a séduit plus de clients en raison de son apparence moins robuste et de son style arrondi, ainsi que de nombreux espaces de stockage, une caractéristique clé pour les familles. Il n'était disponible qu'avec le moteur V6 de 4,3 L, et la plupart des modèles étaient équipés d'une transmission intégrale via une boîte de transfert électronique; 1997 était la dernière année une boîte de transfert manuelle pour les 4 roues motrices (levier de vitesses au sol pour les 4 roues motrices) été offerte. En 1998, l'intérieur et l'extérieur ont subi quelques modifications esthétiques. La cure de jouvence a offert un nouveau tableau de bord avec des boutons plus grands et des commandes de conduite plus ergonomiques, ainsi que des poignées de porte plus grandes et des appuis-tête pour la banquette arrière. Un airbag passager est désormais de série. Une calandre avant semblable au système de phares superposés de la gamme de pick-ups Chevrolet C / K a remplacé l'ancien système de phare unique, semblable aux camions GMT400 de taille normale. Les freins à disque aux 4 roues sont devenus un équipement standard, équipés d'étriers à double piston en aluminium (les freins à disque avant ont été repensés avec des étriers à double piston et des disques de frein de 11 "de diamètre (les jointures de direction ont maintenant des assemblages de moyeu scellés) tandis que les modèles pick-ups ont conservé les freins à disque à piston unique provenant à l'origine de l'ère de 1978 et partagés avec la gamme de carrosserie G de GM). En 1999, de nouveaux miroirs pliants ont remplacé les anciens miroirs pliants. 2000 a vu de nouveaux pare-chocs avant et la garniture longeant les côtés et les pare-chocs a été retirée. Pour l'année modèle 2001, le SUV a reçu une nouvelle console centrale.
En 1999, Chevrolet a présenté une finition d'apparence «TrailBlazer» en édition limitée qui était disponible en tant que mise à niveau des versions LS et LT. La finition comprenait des jantes et des garnitures en alliage accentué d'or ainsi que plusieurs modifications et améliorations intérieures / extérieures et a été commercialisé jusqu'à l'introduction de la série GMT360 pour l'année modèle 2002. Les phares du Trailblazer, qui comprenaient des feux de circulation diurne, seraient disponibles sur divers modèles de Blazer jusqu'à la fin de la production. Lors de l'introduction du Chevrolet TrailBlazer et du GMC Envoy en 2002, la production s'est poursuivie après l'arrivée sur le marché de leurs successeurs, le Jimmy n'étant vendu qu'au Canada et, au cours de l'année modèle 2005, les modèles 4 portes ont été vendus aux flottes de véhicules. Un autre modèle haut de gamme était le GMC Envoy de 1998. Il utilisait les mêmes moteurs et comportait bon nombre des mêmes améliorations que le Bravada. Le modèle Envoy de 1998 comportait une mise à niveau optionnelle des phares à décharge à haute intensité et plusieurs autres modifications visuelles. Pour célébrer le 30e anniversaire de la plaque signalétique Jimmy, le Jimmy Diamond Edition a été lancé. Pas trop différent de l'Envoy, il comportait des sièges en cuir avec un motif en diamant, des logos spéciaux en diamant et une plaque gris aluminium le long des côtés inférieurs du SUV.
Dans le même temps, un Blazer Xtreme (uniquement sur le modèle 2 portes) a été ajouté à la gamme, basé sur le S10 Xtreme. Cette finition a duré jusqu'en 2004.
Le Blazer de deuxième génération été officiellement vendu à Taïwan, entre 1995 et 1996.
La finition ZR2
La finition ZR2 n'était offert que sur le Blazer 2 portes, car les 2 portes avaient un empattement plus court. Il avait un cadre en échelle plus large qui rendait sa voie env. 3,9 pouces plus large. Il soulevé également le Blazer d'environ 3 pouces, ce qui lui a permis des pneus de 31x10,5 sur des roues de 15 pouces. Amélioration des essieux avant (couronne dentée 7,25") et arrière (couronne dentée 8,5") avec rapport de pont arrière de 3,73:1. Roue et roulements d'essieu plus grands. Une barre antiroulis avant, des plaques de protection, des amortisseurs Bilstein et un essieu arrière plus costaud. Cette finition coûtée un peu plus de 1000 $ et a été introduite pour la première fois sur le pick-up S10 en 1994 et transféré au Blazer en 1996.
L'IIHS a donné un P pour pauvres dans le test de collision frontale décaler.

### Finitions et modèles
| Blazer                | Jimmy           |
| --------------------- | --------------- |
| Base                  | SLS Base        |
| LS                    | SLS Convenience |
| LT                    | SLE             |
| TrailBlazer           | SLT             |
| Xtreme                | Diamond Edition |
| Finition Off-Road ZR2 | Envoy           |

### Moteurs de la deuxième génération
- 1995 : V6 L35 Vortec 4300 CPFI de 4,3 L, 203 ch (149 kW)/353 N m (VIN : W)[3]
- 1996-2002 : V6 L35 Vortec 4300 CSFI de 4,3 L, 193 ch (142 kW)/339 N m (VIN : W)[4]
- 2002-2005 : V6 LU3 Vortec 4300 MPFI de 4,3 L, 193 ch (142 kW)/339 N m (VIN : X)[4]
- (Indonésie et Moyen-Orient uniquement) 1996-2005 : moteur quatre cylindres GM Family II MPFI de 2,2 L, 140 ch (103 kW)/195 N m

#### Moteurs brésiliens
- 1996-2001 : moteur quatre cylindres GM Family II MPFI de 2,2 L, 107 ch (79 kW)/195 N m
- 2001-2011 : moteur quatre cylindres GM Family II MPFI de 2,4 L, 130 ch (95 kW)/214 N m
- 1996-2001 : V6 Vortec 4300 de 4,3 L, 182 ch (134 kW)/339 N m
- 2001-2005 : V6 Vortec 4300 de 4,3 L, 195 ch (143 kW)/339 N m
- 1996-2011 : quatre cylindres turbodiesel MWM Sprint de 2,8 L, 142 ch (104 kW)/339 N m